# قاعدة مكناس الجوية
قاعدة البساتين الجوية، تقع في مدينة مكناس بالمغرب، وتسمى القاعدة الجوية الثانية للقوات الملكية الجوية المغربية.